# Isabel Aretz
Isabel Aretz-Thiele (Buenos Aires, 14 de abril de 1909 — San Isidro, 2 de junho de 2005), foi uma compositora, investigadora, escritora e etnomusicóloga argentina nacionalizada venezuelana.

## Prêmios e reconhecimentos
Por sua exitosa trajetória, recebeu o Prêmio Konex de Platina em 1999 como a mais importante musicóloga da década na Argentina, em 1989 havia obtido o Diploma ao Mérito do mesmo, colocando-a como uma das cinco mais importantes da história da Argentina. Em 1992 recebeu o Premio Internacional Gabriela Mistral.

## Obra
Publicou 25 livros, principalmente sobre folclore latinoamericano, e uma autobiografia. Entre sua obra como compositora, estão incluidas 10 obras para orquestra, sinfonias, obras sinfónico-corais, para piano, entre outras.
Entre os numerosísimos prêmios e reconhecimentos que recebeu incluem-se:
- Na Venezuela: Orden Andrés Bello del Gobierno de Venezuela, Premio Nacional de Música "José Ángel Lamas".
- Na Argentina: Primer Premio de Musicología del Fondo Nacional de las Artes, Académica emérita, Academia Argentina de la Música en 1999, "Maestra de Maestros", Universidad Católica de Valparaíso en 2000
- Internacionales; Premio Internacional de Artes y Música "Gabriela Mistral", otorgado por la Organización de los Estados Americanos (OEA). Washington, EE. UU., Premio Internacional de Musicología "Robert Stevenson", por su trayectoria en la investigación etnomusicológica, Washington, EE.UU.

### Obra musical parcial
- Puneñas, estrenada no Teatro Cervantes de Buenos Aires.
- Páramo, ballet lançado na Aula Magna da Universidad Central de Venezuela.
- Birimbao, lançada no Festival Internacional de Mérida, Venezuela.
- Yekuana, lançada na Aula Magna da Universidad Central de Venezuela.
- Argentina hasta la muerte, orquestra e poema de César Fernández Moreno, lançada no Teatro Humboldt, Caracas.
- Kwaltaya, Etnodrama lançado no Teatro Municipal, Caracas, Venezuela.
- Constelación espectral, sinfonia lançada pela Orquesta Sinfónica Municipal.
- Padre Libertador, obra sinfónico-coral, lançada durante o Interamericana Music Festival no Centro John F. Kennedy para las Artes Escénicas de Washington.
- Gritos de una ciudad lançada em Mark Concert may, Nova York.
- Hombre al cosmos obra para piano e cinta magnetofônica lançada no Chirst and St. Stephen’s Church de Nova York.